# Dorium Maldovar
 (novembre 2021).
Dorium Maldovar est un personnage récurrent de la série télévisée britannique de science-fiction Doctor Who. Marchand et propriétaire du bar « Le Maldovarium » au 52e siècle, il est l'un des amis du Docteur. Il est interprété par le regretté Simon Fischer-Becker, et apparaît pour la première fois dans la première partie de La Pandorica s'ouvre, en 2010.

## Histoire du personnage

### Saison 5 (2010)
Dans l'épisode La Pandorica s'ouvre, première partie on découvre Dorium dans son bar en compagnie de River Song. Il chercha à lui vendre un manipulateur de vortex qui appartenait à un agent du temps pour aider River à voyager dans le temps. Dorium demanda à River de le payer mais elle lui proposa plutôt un émetteur callisto pour désamorcer la bombe qu'elle avait déposée dans son verre de vin.

### Saison 6 (2011)
Lors de l'épisode La Retraite du Démon Dorium tente de fermer son bar et de se sauver à cause des problèmes qui commencent à arriver mais Madame Kovarian lui rend visite et l'interroge sur le docteur. Dorium lui indique que le docteur a beaucoup d'amis et qu'il constitue une armée pour l'aider à récupérer Amy et son bébé. Madame Kovarian part et Dorium est sur le point de faire de même mais le TARDIS se matérialise et Dorium est terrifié. Dorium à contrecœur intègre l'armée du docteur et pirate l’ordinateur de la station de Kovarian et indique au docteur que Melody la fille d'Amy est à moitié humaine et à moitié seigneur du temps. Dorium est ensuite décapité par les moines sans tête. 
La tête de Dorium maintenue en vie après sa mort apparaît pendant l'épisode Le Mariage de River Song. Le docteur le retrouve dans le septième Transept la nef où les moines sans tête gardent les dépouilles.  Etant riche, Dorium a le privilège d'avoir sa tête dans une boite pour la protéger de la pourriture. Dorium prévient alors le docteur que sur les champs de Trenzalore une question sera posée, la question la plus ancienne de l'univers. Pour empêcher cette question il lui confie qu'il doit mourir pour empêcher la réponse d’être dévoilée. Plus tard Dorium aperçoit un moine le reposer à sa place et découvre qu'il s'agit du docteur qui a simulé sa mort mais Dorium lui indique que ce n'est pas fini et que la chute du onzième docteur allait bientôt se produire. 

## Liste des apparitions du personnage

### Épisodes deDoctor Who
- 2010 : La Pandorica s'ouvre, première partie
- 2011 : La Retraite du Démon
- 2011 : Le Mariage de River Song